# 2002 RN109
2002 RN109 est un objet transneptunien, qui pourrait être une comète éteinte qui n'a été observé que pendant l'année 2002.